# Tyrone Britt
Tyrone Britt (nacido el 18 de abril de 1944) es un exjugador de baloncesto estadounidense que disputó una temporada en la NBA. Con 1,93 metros de estatura, lo hacía en la posición de base.

## Trayectoria deportiva

### Universidad
Comenzó su andadura universitaria con los Eagles de la Universidad North Carolina Central, para acabarla en la Universidad Johnson C. Smith, siendo el único jugador salido de dicha institución en llegar a jugar en la NBA.

### Profesional
Tras no ser elegido en el Draft de la NBA de 1967, fichó, con la temporada ya comenzada, por los San Diego Rockets, con los que disputó once partidos, en los que promedió 2,5 puntos, 1,4 rebotes y 1,1 asistencias.

## Estadísticas de su carrera en la NBA

### Temporada regular
| Temporada | Edad | Equipo            | Liga | Pos. | P  | TIT | MIN | TC  | TCA | %TC  | 3P | 3PA | %3P | TL  | TLA | %TL  | R.OF. | R.DEF. | REB | ASIS | ROB | TAP | PER | FP  | PTS |
| 1967-68   | 23   | San Diego Rockets | NBA  | SG   | 11 |     | 7.6 | 1.2 | 3.1 | .382 |    |     |     | 0.2 | 0.3 | .667 |       |        | 1.4 | 1.1  |     |     |     | 0.9 | 2.5 |
| Total     |      |                   | NBA  |      | 11 |     | 7.6 | 1.2 | 3.1 | .382 |    |     |     | 0.2 | 0.3 | .667 |       |        | 1.4 | 1.1  |     |     |     | 0.9 | 2.5 |